# Sébastien Kenda Ntumba
Sébastien Kenda Ntumba (* 11. Juni 1960 in Tshiona) ist ein kongolesischer Geistlicher und römisch-katholischer Bischof von Tshilomba.

## Leben
Sébastien Kenda Ntumba besuchte das Kleine Seminar in Kamponde. Von 1980 bis 1983 studierte er Philosophie am Priesterseminar Saint-François-Xavier in Mbuji-Mayi und von 1983 bis 1986 Katholische Theologie an der Päpstlichen Universität Urbaniana in Rom. Am 9. August 1987 empfing Kenda Ntumba in Tshibala das Sakrament der Priesterweihe für das Bistum Luiza.
Kenda Ntumba war zunächst von 1987 bis 1989 als Ausbilder am Kleinen Seminar in Kamponde tätig. Danach wirkte er kurzzeitig als Pfarrer der Pfarreien Saint Boniface in Ngwema (1989–1990) und Sainte Marie in Tshibala (1990–1991), bevor er Pfarrer der Pfarrei Sainte Marie Alacoque in Wikong wurde. 1997 wurde er Pfarrer der Kathedrale Saint Vincent  in Luiza. Von 1999 bis 2003 war Kenda Ntumba Pfarrer der Pfarrei Saint Jean in Yangala. Neben seiner Tätigkeit in der Pfarrseelsorge war er von 1991 bis 2002 als Koordinator für die Pastoral im Bistum Luiza tätig.
2003 wurde Sébastien Kenda Ntumba als Fidei-Donum-Priester nach Italien ins Erzbistum Agrigent entsandt, wo er Pfarradministrator der Pfarrei Trasfigurazione di Nostro Signore Gesù Cristo in Palma di Montechiaro und 2008 zudem Dechant wurde. Anschließend wirkte er als Pfarradministrator der Pfarreien Maria Santissima della Catena in Villaseta (2012–2013) und San Nicola alle Fontanelle in Agrigent (2014–2016). Daneben erwarb Kenda Ntumba an der Päpstlichen Theologischen Fakultät von Sizilien „Johannes der Evangelist“ in Palermo ein Lizenziat im Fach Ekklesiologie. Von 2016 bis 2017 lehrte er am Priesterseminar des Erzbistums Agrigent. 2017 kehrte Kenda Ntumba in seine Heimat zurück und wurde Pfarrer der Pfarrei Saint Antoine de Padoue in Kalomba.
Am 25. März 2022 ernannte ihn Papst Franziskus zum ersten Bischof von Tshilomba. Der Apostolische Nuntius in der Demokratischen Republik Kongo, Erzbischof Ettore Balestrero, spendete ihm am 5. Juni desselben Jahres die Bischofsweihe; Mitkonsekratoren waren der Erzbischof von Kananga, Marcel Madila Basanguka, und der Bischof von Luiza, Félicien Mwanama Galumbulula.